# Vlag van Brunei

Vlag van Brunei (ratio 1:2)

De vlag van Brunei was tot 1906, toen het land nog een protectoraat van het Verenigd Koninkrijk was, een egaal gele vlag. Geel is in het zuidoostelijk deel van Azië een koninklijke kleur en ook de koninklijke standaarden van Maleisië en Thailand, alsmede de presidentiële vlag van Indonesië, hebben een geel veld.
In 1906 werden de zwarte en witte baan toegevoegd. Op 29 september 1959 werd het wapen van Brunei in het midden van de vlag geplaatst. Toen het land op 1 januari 1984 onafhankelijk werd, bleef deze vlag in gebruik.

? Oorlogsvlag ter zee (ratio 1:2)
? Oorlogsvlag ter land (ratio 2:3)
Vlag van de sultan
? Vlag van Brunei tussen 1906 en 1959
? Vlag van Brunei tussen 1368 en 1906